# Dariusz Karpiński
Dariusz Karpiński (ur. 1 lipca 1976 w Warszawie) – polski kulturysta i aktor, wielokrotny Mistrz Polski, Europy oraz brązowy medalista Mistrzostw Świata w Kulturystyce. Zwycięzca wielu międzynarodowych zawodów kulturystycznych m.in. w Egipcie, Szwecji, Szwajcarii oraz na Ukrainie. Pierwszy w historii polskiej kulturystyki Mistrz Europy w kategorii Open (Bratysława 2006).
W 2013 roku ukończył studia na Wydziale Aktorskim Warszawskiej Szkole Filmowej. Pracował jako trener personalny w ośrodkach fitness w Warszawie. Jest założycielem i wykładowcą Warszawskiej Akademii Sportu. Jest współwłaścicielem przedszkola „Wesołe Nutki” w Wołominie.
W 2008 roku wziął udział w programie telewizyjnym emitowanym w TV Puls pt. Co masz do stracenia?.

## Kariera sportowa
Na scenie kulturystycznej zadebiutował w roku 1996, zdobywając tytuł Mistrza Polski Juniorów w kategoriach +80 kg oraz Open. Zaowocowało to powołaniem Dariusza Karpińskiego do kadry narodowej na rozgrywane tydzień później Mistrzostwa Świata w Katowicach, gdzie uzyskał brązowy medal w kategorii +80 kg. Po tym sukcesie rozpoczął studia. Jest absolwentem Akademii Wychowania Fizycznego (specjalizacja trenerska).
W 1999 roku zdobył srebrny medal na Mistrzostwach Polski w Toruniu. Podczas swojej kariery zdobył na tej imprezie dziesięć medali, w tym pięć złotych.
Na mistrzostwach Europy zadebiutował w 2001 roku w Baku. Będąc jednym z najmłodszych i najlżejszych zawodników w swojej kategorii, zdobył srebrny medal, przegrywając tytuł po bardzo wyrównanej walce z utytułowanym Litwinem Rolandasem Pociusem. W roku 2002 w Mińsku przyznano mu drugi srebrny medal mistrzostw Europy. Na tych zawodach startował również w konkurencji par mieszanych; wspólnie z Haliną Kunicką uzyskał złoty medal. Mistrzostwa w 2004 roku w Budapeszcie przyniosły Karpińskiemu identyczny wynik – srebro indywidualnie i złoto w parze, tym razem z Darią Piznal. Kolejny start zawodnika na mistrzostwach Europy miał miejsce w Bratysławie w 2006 roku. Będący w swojej życiowej formie Karpiński zdobył na nich tytuł Mistrza Europy, pokonując wielu utytułowanych zawodników, m.in. mistrzów świata Igora Kocisa, Andreja Mozolániego oraz Dimitara Dimitrova. Po tych zawodach – będąc u szczytu swojej kariery, zadecydował o pożegnaniu z wyczynowym sportem.

## Osiągnięcia sportowe
- 1996:
  - Mistrz Polski Juniorów w kat. +80 kg oraz Open +80 kg – Szamotuły
  - Brązowy medalista Mistrzostw Świata Juniorów w kat. +80 kg – Katowice
- 1999:
  - Wicemistrz Polski w kat. +90 kg – Toruń
  - 2. miejsce podczas MLO Classic – Morges
- 2000:
  - Wicemistrz Polski w kat. +90 kg – Białystok
  - 1. miejsce podczas MLO Classic – Sion
  - 1. miejsce w kat. +90 kg oraz Open podczas O. M. Pruszkowa – Pruszków
- 2001:
  - Wicemistrz Europy w kat. +90 kg – Baku
  - 1. miejsce podczas Pucharu Pięciu Kontynentów – Asjut
- 2002:
  - Wicemistrz Europy w kat. +90 kg – Mińsk
  - Mistrz Europy w parach – Mińsk
- 2003:
  - Mistrz Polski w kat. +95 kg – Mińsk Mazowiecki
  - 1. miejsce w kat. +90 kg oraz Open podczas Ogólnopolskich Zawodów Kulturystycznych „Kunice” – Kunice
- 2004:
  - Mistrz Polski w kat. +95 kg – Białystok
  - Mistrz Polski w parach – Białystok
  - Wicemistrz Europy w kat. +95 kg – Budapeszt
  - Mistrz Europy w parach – Budapeszt
  - 1. miejsce podczas MLO Classic – Sion
- 2006:
  - Mistrz Polski w kat. +100 kg oraz Open – Warszawa
  - Mistrz Europy w kat. +100 kg oraz Open – Bratysława
  - 1. miejsce podczas MLO Classic – Sion
  - 1. miejsce podczas Grand Prix – Västerås
  - 2. miejsce podczas Elite Champions Tour – Kijów

## Filmografia
- 2000: 13 posterunek 2
- 2007: Pitbull – gangster „Kwadrata”
- 2008: Skorumpowani
- 2008: Pitbull – Waldek Kalicki
- 2012: Szpilki na Giewoncie – barman
- 2012: Czas honoru
- 2013: Przepis na życie – BOR-owiec
- 2013: Prawo Agaty – asystent Tulińskiego
- 2013: Na dobre i na złe – Damian Godlewski
- 2014: Służby specjalne – Robert, ochroniarz właściciela koncernu
- 2014: Na krawędzi 2 – pracownik siłowni
- 2014: Krew z krwi 2 – ochroniarz Bronka
- 2014: Na Wspólnej – pełnomocnik ośrodka Witold
- 2015: Wesołowska i mediatorzy – Marek
- 2015: Komisarz Alex – strażak
- 2016: „7 rzeczy, których nie wiecie o facetach” – jako paker
- 2016: Pitbull. Nowe porządki – rehabilitant Olka
- 2016: Pitbull. Niebezpieczne kobiety – sierżant „Hellsów”
- 2016: Ojciec Mateusz – ochroniarz Zaremba
- 2016: Na sygnale – dowódca
- 2016: Diversion End – rzeźnik
- 2016: Klan – doktor Chodorek, lekarz hematolog w Centrum Medycznym „El-Med” leczący m.in. doktora Pawła Lubicza
- 2016: Belfer – ochroniarz w klubie
- 2016: Męskie serca – jako paker 3
- 2016: Na Wspólnej – dyrektor banku, Sobieski
- 2016: Barwy szczęścia – Robert Kujawski, kolega Sadowskiego
- 2016–2017: Sprawiedliwi – Wydział Kryminalny – komisarz Adam Stasiak
- 2018: Eter – arbiter
- 2018: 7 uczuć – Koniu
- 2018: Ułaskawienie – Major Najdrowski